# Royal Excel Mouscron 2020-2021
Questa voce raccoglie le informazioni riguardanti il Royal Excel Mouscron nelle competizioni ufficiali della stagione 2020-2021.

## Rosa
| N. |                           | Ruolo | Calciatore          |
| -- | ------------------------- | ----- | ------------------- |
|    | Burkina Faso (bandiera)   | P     | Koffi Kouakou       |
|    | Serbia (bandiera)         | P     | Vaso Vasić          |
|    | Belgio (bandiera)         | P     | Nick Gillekens      |
|    | Italia (bandiera)         | P     | Lillo Guarneri      |
|    | Costa d'Avorio (bandiera) | D     | Kouadio-Yves Dabila |
|    | Marocco (bandiera)        | D     | Saad Agouzoul       |
|    | Francia (bandiera)        | D     | Dimitri Mohamed     |
|    | Argentina (bandiera)      | D     | Matías Silvestre    |
|    | Senegal (bandiera)        | D     | El Hadji Gueye      |
|    | Serbia (bandiera)         | D     | Nemanja Antonov     |
|    | Francia (bandiera)        | D     | Eric Bocat          |
|    | Belgio (bandiera)         | D     | Alessandro Ciranni  |
|    | Belgio (bandiera)         | D     | Robbe Quirynen      |
|    | Camerun (bandiera)        | C     | Jean Onana          |
|    | Belgio (bandiera)         | C     | William Simba       |
|    | Montenegro (bandiera)     | C     | Deni Hočko          |
|    | Montenegro (bandiera)     | C     | Marko Bakić         |
|    | Francia (bandiera)        | C     | Darly N'Landu       |
|    | Belgio (bandiera)         | C     | Enes Sağlık         |

| N. |                         | Ruolo | Calciatore           |
| -- | ----------------------- | ----- | -------------------- |
|    | Belgio (bandiera)       | C     | Christophe Lepoint   |
|    | Portogallo (bandiera)   | C     | Xadas                |
|    | Camerun (bandiera)      | A     | Fabrice Olinga       |
|    | RD del Congo (bandiera) | A     | Beni Badibanga       |
|    | Belgio (bandiera)       | A     | Benjamin Van Durmen  |
|    | Angola (bandiera)       | A     | Capita               |
|    | Francia (bandiera)      | A     | Mathéo Vroman        |
|    | Belgio (bandiera)       | A     | Alexandre Ippolito   |
|    | Camerun (bandiera)      | A     | Serge Tabekou        |
|    | Francia (bandiera)      | A     | Imad Faraj           |
|    | Albania (bandiera)      | A     | Agim Zeka            |
|    | Belgio (bandiera)       | A     | Babacar Dione        |
|    | Capo Verde (bandiera)   | A     | Nuno da Costa        |
|    | Francia (bandiera)      | A     | Harlem Gnohéré       |
|    | Nigeria (bandiera)      | A     | Cedric Omoigui       |
|    | Tunisia (bandiera)      | A     | Hamdi Harbaoui       |
|    | Moldavia (bandiera)     | A     | Virgiliu Postolachi  |
|    | Canada (bandiera)       | A     | Charles-Andreas Brym |